# ایتچارو منتچاکا
ایتچارو مِنتچاکا (اسپانیایی: Itxaro Mentxaka‎؛ زادهٔ ۱۹۶۴ میلادی) یک هنرپیشه و خواننده متزو سوپرانو اپرا اهل باسک اسپانیا است.
او موسیقی را با یک گروه هم‌خوانان محلی در زادگاهش آغاز کرد. در سال ۱۹۸۳ میلادی به هنرستان موسیقیِ شهر بوردو در استان دروم در فرانسه رفت و یادگیری موسیقی را زیر نظرِ «مونیک فلورانس» پی گرفت و سپس برای ادامه تحصیل به والنسیا در اسپانیا آمد.
نخستین اجرای حرفه‌ای او در سال ۱۹۸۹ میلادی، در اپرایی اثرِ «لئوناردو بالادا» در «سالن نمایش و اپرای لوسئو» در بارسلون بود.
وی پس از آن، در اپراهای گوناگونی در شهرهای مختلف و نیز در جشنواره‌های موسیقی گوناگون، هنرنمایی کرده است.